# Champetèiras
Champétières és un municipi francès situat al departament del Puèi Domat i a la regió d'Alvèrnia-Roine-Alps. L'any 2007 tenia 253 habitants.

## Demografia

### Població
El 2007 la població de fet de Champétières era de 253 persones. Hi havia 96 famílies de les quals 32 eren unipersonals (16 homes vivint sols i 16 dones vivint soles), 20 parelles sense fills, 32 parelles amb fills i 12 famílies monoparentals amb fills.
La població ha evolucionat segons el següent gràfic:
Habitants censats

### Habitatges
El 2007 hi havia 206 habitatges, 96 eren l'habitatge principal de la família, 91 eren segones residències i 19 estaven desocupats. 201 eren cases i 5 eren apartaments. Dels 96 habitatges principals, 82 estaven ocupats pels seus propietaris, 12 estaven llogats i ocupats pels llogaters i 2 estaven cedits a títol gratuït; 7 tenien dues cambres, 27 en tenien tres, 29 en tenien quatre i 33 en tenien cinc o més. 53 habitatges disposaven pel capbaix d'una plaça de pàrquing. A 57 habitatges hi havia un automòbil i a 30 n'hi havia dos o més.

### Piràmide de població
La piràmide de població per edats i sexe el 2009 era:
| Homes | Edats   | Dones |
| ----- | ------- | ----- |
| 0     | 95 o +  | 0     |
| 0     | 90 a 94 | 8     |
| 0     | 85 a 89 | 0     |
| 4     | 80 a 84 | 8     |
| 8     | 75 a 79 | 20    |
| 4     | 70 a 74 | 4     |
| 8     | 65 a 69 | 8     |
| 8     | 60 a 64 | 16    |
| 8     | 55 a 59 | 0     |
| 12    | 50 a 54 | 12    |
| 4     | 45 a 49 | 16    |
| 8     | 40 a 44 | 8     |
| 4     | 35 a 39 | 12    |
| 12    | 30 a 34 | 12    |
| 8     | 25 a 29 | 8     |
| 8     | 20 a 24 | 8     |
| 4     | 15 a 19 | 16    |
| 8     | 10 a 14 | 4     |
| 0     | 5 a 9   | 0     |
| 4     | 0 a 4   | 0     |

## Economia
El 2007 la població en edat de treballar era de 166 persones, 90 eren actives i 76 eren inactives. De les 90 persones actives 85 estaven ocupades (46 homes i 39 dones) i 5 estaven aturades (4 homes i 1 dona). De les 76 persones inactives 13 estaven jubilades, 9 estaven estudiant i 54 estaven classificades com a «altres inactius».

### Ingressos
El 2009 a Champétières hi havia 98 unitats fiscals que integraven 197 persones, la mediana anual d'ingressos fiscals per persona era de 14.952 €.

### Activitats econòmiques
Dels 7 establiments que hi havia el 2007, 4 eren d'empreses de construcció, 1 d'una empresa de comerç i reparació d'automòbils, 1 d'una empresa d'hostatgeria i restauració i 1 d'una empresa classificada com a «altres activitats de serveis».
Dels 3 establiments de servei als particulars que hi havia el 2009, 2 eren paletes i 1 fusteria.
L'any 2000 a Champétières hi havia 14 explotacions agrícoles que ocupaven un total de 324 hectàrees.

## Poblacions més properes
El següent diagrama mostra les poblacions més properes.